# Michael James Lighthill
Michael James Lighthill (23 janvier 1924 à Paris - 17 juillet 1998 dans l'île de Sercq) est un mathématicien britannique, spécialiste de la mécanique des fluides. Chercheur au Royal Aircraft Establishment, il a notamment travaillé sur l'aérodynamique et la propagation d'onde dans les milieux gazeux.

## Biographie
Fils d'un ingénieur des mines alsacien (Ernest Baltzar Lichtenberg) qui fit angliciser son nom en 1917, il grandit à Paris. En 1927, son père s'établit en Angleterre et lui-même s'inscrit à Winchester College, obtient une licence à l'Université de Cambridge comme étudiant de Trinity College (Cambridge) en 1943.